# Княжество Влахия
Княжество Влахия или Влашкото княжество (църковносл. Землѧ̀ Ѹ҆гровлахі́йска, на старорумънски език: Цѣ́ра Рȣмѫнѣ́скъ (Ця́ра Румъня́скъ)) е самостоятелно, сравнително и относително административно образувание на/във Влашко просъществувало в периода 1330 – 1861, т.е. от битката при Посада до формирането на обединеното княжество Влашко и Молдова.
Княжество Влашко според съвременните разбирания и трактовки на международното публично право не е държавно образувание на/за времето си, а е де факто исторически възникнала самоуправляваща се автономна територия в различни периоди във васално положение спрямо България, Унгария и Османската империя.

## История
През ХIII в. (а вероятно и по-рано) южно и източно от Карпатската верига и по посока на р. Дунав и Черноморието има няколко княжества и воеводства. Те са засвидетелствани в документи, които ги назовават с общоприетото име ţări (земи). Например воеводата Литовой заедно с братята си установява властта си над земите на унгарската корона на запад от р. Олт и отказва да плаща данък на Унгария. В битка с унгарската войска (в 1273 или 1277 г.) воеводата Литовой е убит, а брат му Бърбат пленен.
Окончателното изграждане на Влахия като самостоятелна държава става при воеводата Иванко I Басараб, син на Тихомир, чиито владения са по р. Арджеш и в Къмпулунг. Той става основоположник на династия Басараб и е назован „велик воевода“ от другите местни владетели.
През 1301 г. умира последният представител на Арпадската династия в Унгария и започват борби за престола, продължили до 1307 г. Басараб укрепва властта си и през 1330 г. воюва отново с Унгария, която окупира Северин. Войната завършва с победата на Басараб през ноември 1330 г. Той остава единствен владетел до смъртта си в 1352 г. Наследен е от сина си Николае Александру, който управлява до 1364 г. По негово време Унгария воюва с Венеция (1358) и Сърбия (1359) и отклонява вниманието си от Влахия. Това дава възможност на Николае Александру да се свърже с Цариградската църква. Изградена е столицата Куртя де Арджеш с внушителни размери и благоустройство. Управляващата династия поддържа добри отношения с България – сестрата на Николае Александру, Теодора, е първата жена на цар Иван Александър. По-късно, след развода им, тези отношения се влошават до известна степен, но не се стига до конфликт с българския цар.
През 1364 г. начело на княжеството застава Владислав Влайку (1364 – 1377). На следващата година Лайош (Лудвиг) Анжуйски започва поход срещу Видинска България и Владислав е принуден да стане унгарски васал. Въпреки това, когато Иван Александър организира коалиция, за да отблъсне унгарците, Владислав и добруджанският владетел Добротица помагат на българския цар срещу някои обещания от негова страна. В бунта на населението на Видин срещу окупаторите двамата воюват на страната на видинчани, чиято борба се увенчава с успех. Владислав Влайку оказва добър прием на дейци от Видинска България и на видинския митрополит Данаил.
Влашкият воевода Влад Цепеш, известен още като Влад Дракул (Дяволът), е издиган и свалян на няколко пъти от влашкия престол между 1438 г. и 70–те години на XV в. Участва във втория поход на Владислав Варненчик срещу османските турци (1444). Постига победи срещу смятаната за непобедима османска еничарска войска. Заради жестокото отношение към враговете и към собственото подчинено население получава прозвището Дракул. Лавира между Османската империя и Унгария. В началото на 70–те години на XV в. е затворен в тъмница в Буда и следите му се губят.
В края на XIV в. при Мирча Стари (1378 – 1418) Влашката държава преживява период на възход. Владетелят поддържа добри отношения с Полша и Унгария, сключва търговски договор с гр. Лвов. Същевременно използва политическия упадък на България и разширява владенията си в Добруджа. Мирча предприема поход в Източна България и достига до Карнобатското поле. Това предизвиква обратен удар от султан Баязид. Решителната битка става при Ровине, край р. Дунав (1395). В боя са убити войници от двата лагера, между които и Крали Марко, който загива като турски васал. Победата е на страната на християнските сили, но въпреки това при общото настъпление на османските турци Мирча се признава за васал на султан Мехмед I, с когото сключва договор.
В периода от битката при Ровине до 1600 г. Влашко е номинално територия, подчинена на Османската империя, но реално се самоуправлява. През 1600 г. според румънската историография за първи път при княз Михай Витязул се осъществява обединяване на Влашко с Трансилвания и Молдова, което обаче просъществува само една година.
От 1716 г. Високата порта започва да назначава за управители на областта фанариоти, с което растат влиянието на Фенер и недоволството сред влашкото население. Управлението на фанариотите е свалено през 1821 от революция г. по образец на френската, водена от Тудор Владимиреску. В същата година българинът Стефан Богориди e назначен от султана за княз (каймакам) на Влашко, а тази дипломатическа стъпка е подкрепена от Свещения съюз с цел париране на революционните движения в тази част на Европа и спазване на установения по силата на Виенския конгрес международен мирен ред.